# Jean-Nicolas Corvisart
Jean-Nicolas Corvisart(15 de febrer de 1755 a Dricourt (Ardenes) - 18 de setembre de 1821 a París) fou un metge francès.

## Biografia
Fill d'un procurador al Parlament de París, neix durant l'exili del parlament i fa els seus estudis d'humanitats al Collège Sainte-Barbe. Malgrat els desitjos del seu pare, que el destinava a l'advocacia, i després d'una trobada decisiva amb Antoine Petit
| « | l'únic metge de París que sap operar i assistir al part | » |

el jove Jean-Nicolas comença a estudiar medicina amb els professors de l'Hôtel-Dieu, on esdevé aide-soignant quan son pare li talla la manutenció.
Estudia així amb Pierre Joseph Desault, Félix Vicq d'Azyr, Antoine Petit, Louis Desbois de Rochefort, Philippe-Jean Pelletan. El 14 de novembre del 1782 rep el títol de doctor-regent de la facultat però com es nega a portar perruca, li prohibeixen d'entrar com a metge a l'hôpital des Paroisses i ha d'acceptar un lloc en un hospital per als pobres del barri de Saint-Sulpice.
A l'hôpital de la Charité, és suplent de Desbois de Rochefort, a qui reemplaça el 1788. Hi introdueix reformes profundes que dirigeix amb mà de ferro. Ben aviat és nomenat professor de patologia, i després de fisiologia. René Laënnec i Jean-Étienne Esquirol formen part del seus nombrosos alumnes.
L'ensenyament de la medicina és suprimit per la Revolució el 1792 i pul·lulen els xarlatans, però a la fi del 1794 es tornen a reglamentar els estudis. Corvisart segueix les lliçons de Desbois una manera tan brillant que durant la creació de l'Escola de Medicina, establerta per decret del 14 de frimari de l'Any III, va obtenir la càtedra de clínica interna. L'escola de París aviat esdevé ben aviat una de les més reputades d'Europa. Dos anys més tard, és professor de medicina pràctica al Collège de France, on és titular de la càtedra de medicina el 1797.
À l'hôpital de la Charité, reorganitza el seu servei, donant prioritat a la percussió del pacient al llit i a l'anatomia patològica. També hi fa construir un amfiteatre anatòmic.
S'interessa sobretot en la cardiologia, i fa el diagnòstic més precís, per exemple gràcies a la percussió de la paret toràcica. Insisteix en el seu ensenyament en la necessitat de practicar des del principi un examen acurat i sistemàtic.
En els primers anys del segle xix, es guanya la confiança de Napoleó Bonaparte i de Josefina de Beauharnais, dels quals n'esdevé en 1804 el seu metge personal. A l'any X, el primer Cònsol l'adscriu al seu servei personal. Napoleó estava fascinat per la seva calma i la seguretat del seu diagnòstic i hauria dit: 
| « | No crec pas en la medicina, però sí crec en Corvisart. | » |

El nomena cavaller només dos anys després de la creació de la Legió d'Honor, en 1804. Corvisart acompanya Napoleó a Itàlia el 1805 i a Àustria el 1809. També té cura de Josefina que exigeix cada cop més pastilles i a qui prescriu placebos.
La seva resposta a Napoleó ha esdevingut cèlebre. L'emperador, que pensava separar-se de Josefina, li havia demanat: 
| « | Un home de seixanta anys que es casa amb una dona jove, encara té fills ? - De vegades. – I als setanta ? – Sempre, Senyor. | » |

Membre i Oficial de la Legió d'Honor el 26 de frimari i el 25 de pradial de l'any XII, es converteix en baró de l'Imperi amb la institució de la nova noblesa en 1808. Ja comanador de l'Orde de la Unió, forma part del primer nomenament dels comanadors de l'Orde de la Reunió el 29 de febrer del 1812.
Elegit membre de l'Acadèmia de les Ciències el 1811 i de l'Acadèmia de Medicina el 1820, va pertànyer a gairebé totes les societats científiques d'Europa.
Una de les seves obres més importants és el seu Essai sur les maladies et les lésions organiques du cœur et des gros vaisseaux, apareguda el 1806. El 1808, tradueix del llatí Inventum Novum, el llibre de Leopold Auenbrugger sobre la percussió.
Fou el propietari del Castell de les Tournelles a La Garenne-Colombes del 1806 al 24 d'abril del 1820.
Mor el 1821 a París després de diversos atacs de feridura, només alguns mesos després de la mort de Napoleó a Santa Helena. Napoleó havia dit d'ell:
| « | És un honest i hàbil home. | » |

Està enterrat al cementiri d'Athis Mons ·  Dos dels seus descendents reposen al mateix fossat: Lucien, baró de Covisart, metge de Napoleó III; Scipion, general que prengué part a la batalla de Verdun el 1917. La tomba de Nicolas Corvisart prové de l'antiga granja del castell d'Athis del qual n'havia esdevingut propietari el 1812; quan el seu nou hereu va vendre l'explotació, les seves restes foren exhumades i transferides al cementiri del comú el 1824.
Un carrer (des del 1867), un liceu, una estació del metro de París i un complex hospitalari a Charleville-Mézières, tancat des del 2011, porten el seu nom.

## Obres i publicacions
- Essai sur les maladies et les lésions organiques du coeur et des gros vaisseaux, extrait des leçons cliniques, imp. de Migneret (París), 1806, Text íntegre
- Essai sur les maladies et les lésions organiques du coeur et des gros vaisseaux, imp. de Mame, 1811, Llegir en línia
- Essai sur les maladies et les lésions organiques du coeur et des gros vaisseaux [seguit de Nouvelle méthode pour reconnaitre les maladies internes de la poitrine per Avenbrugger, seguit de Recherches sur la phthisie pulmonaire per Bayle],A. Delahays (París), 1855, Text íntegre disponible a Gallica